# Zece semne rele
Zece semne rele (engleză: The Reaping) este un film de groază american din 2007 cu Hilary Swank și David Morrissey. Filmul a fost regizat de Stephen Hopkins pentru Warner Bros. și Dark Castle Entertainment. Coloana sonoră este compusă de John Frizzell.

## Actori
- Hilary Swank este Katherine Winter
- David Morrissey este Doug Blackwell
- Idris Elba este Ben
- AnnaSophia Robb este Loren McConnell
- Stephen Rea este Părintele Michael Costigan
- William Ragsdale este Șeriful Cade
- John McConell este Primarul Brooks
- Andrea Frankle este Maddie McConnell
- David Jensen este Jim Wakeman
- Yvonne Landry este Brynn Wakeman
- Stuart Greer este Gordon
- Lara Grice este Isabelle
- Mark Lynch este Brody McConnell
- Myles Cleveland este Kyle Wakeman
- Samuel Garland este William Wakeman
- Cody Sanders este Hank
- Burgess Jenkins este David Winter
- Sabrina A. Junius este Sarah Winter

## Vezi și
- Cele zece plăgi ale Egiptului

## Legături externe
- Site web oficial
- The Reaping la Internet Movie Database
- The Reaping la Allmovie
- The Reaping la Box Office Mojo
- The Reaping la Rotten Tomatoes